# Патнаик, Джанаки
Джанаки Баллабх Патнаик (англ. Janaki Ballabh Patnaik; 3 января 1927, Рамешвари, Британская Индия — 21 апреля 2015, Тирупати, Андхра-Прадеш, Индия) — индийский политический и государственный деятель, главный министр штата Одиша (1980—1989, 1995—1999), губернатор штата Ассам (2009—2014), один из лидеров Индийского национального конгресса.

## Биография
Образование получил в Уткальском университете (1947), Бенаресском индуистском университете (1949). Активист студенческого движения.
В 1950 году он стал президентом молодёжного крыла Индийского национального конгресса в провинции Орисса. Позже работал журналистом и редактором в газетах Eastern Times (на английском) и Paurusha (на ория).

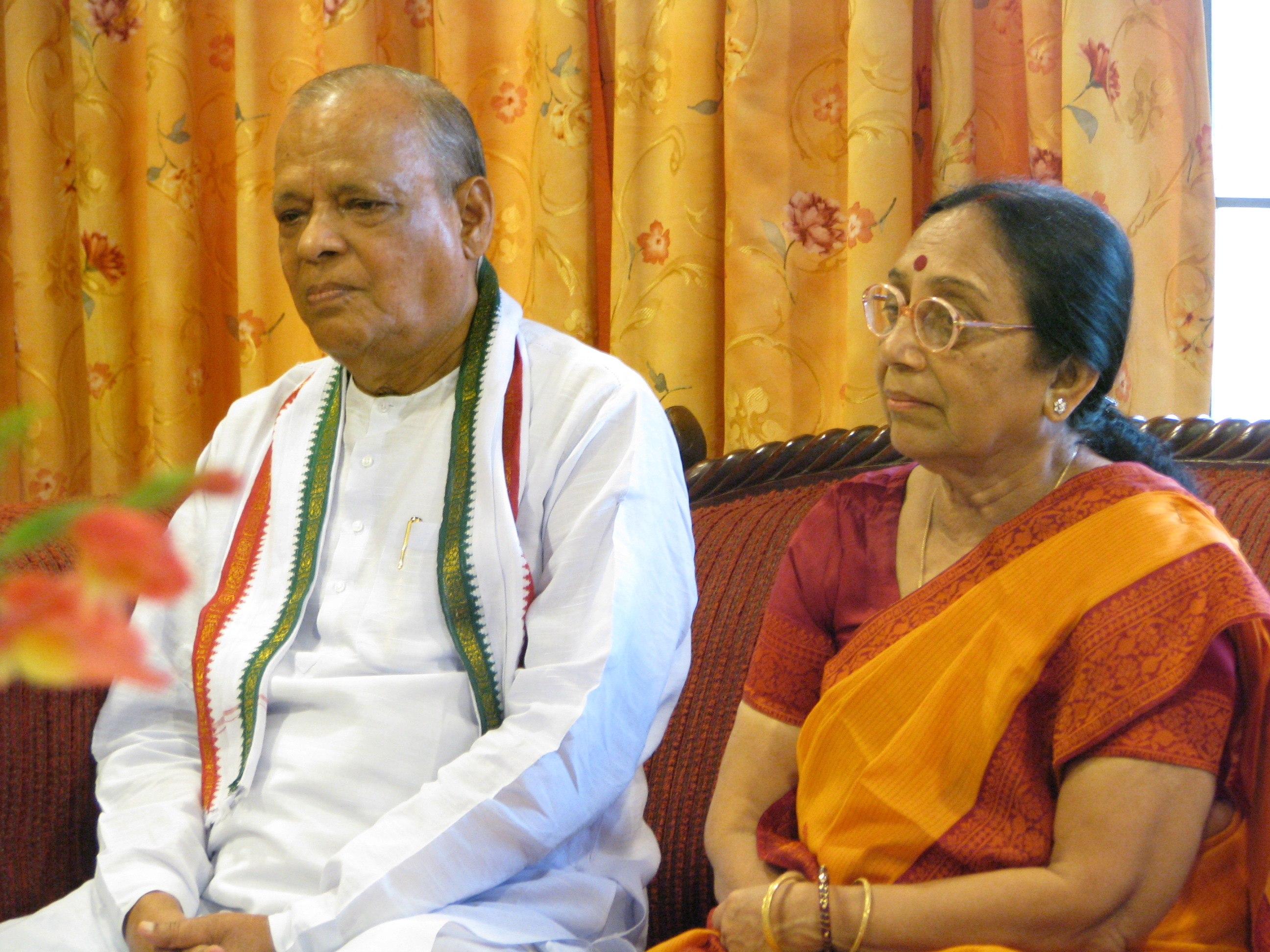
Супруги Патнаик, 2008 год

В 1953 году женился на Джаянти Патнаик, которая также связала жизнь с политикой. Джаянти избиралась в Лок сабху в 1980, 1984 и 1998 годах. У супругов родилось двое детей.
В 1971 году был избран депутатом Лок Сабхи от округа Каттак. В 1973—1975 годах занимал должность заместителя министра обороны Индии. В 1980 году переизбран в нижнюю палату парламента. В том же году занял посты министров туризма, гражданской авиации и труда.

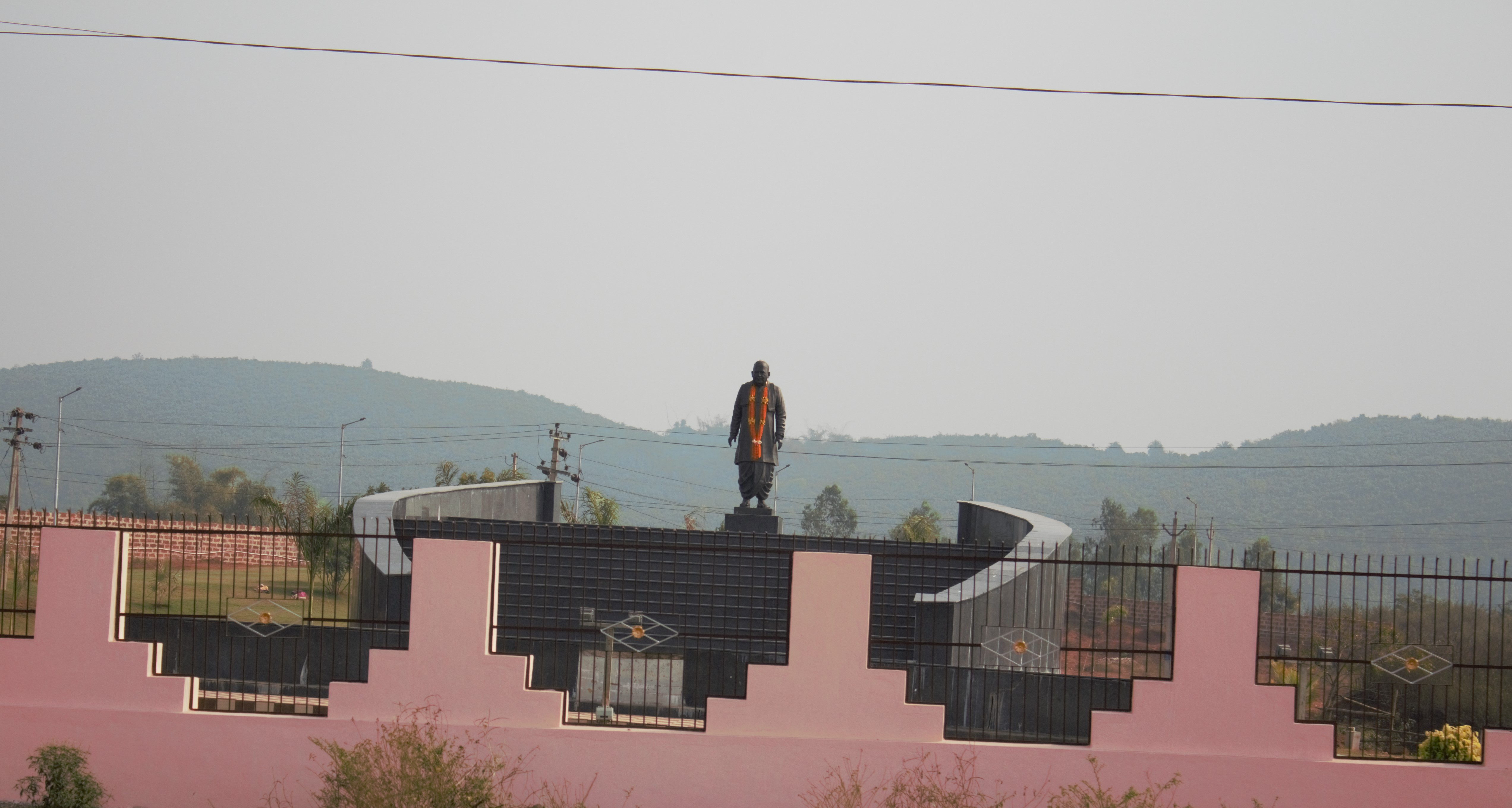
Памятник Д. Патнаику в мемориальном парке его имени

В июне 1980 года оставил министерские посты и возглавил правительство штата Одиша. Занимал эту должность до 7 декабря 1989 года. С 15 марта 1995 по 15 февраля 1999 года вновь возглавлял правительство штата.
Был депутатом Законодательного собрания штата Одиша, в 2004—2009 годах как лидер оппозиции.
С 11 декабря 2009 по 11 декабря 2014 — губернатор штата Ассам.
Автор биографии Будды Шакьямуни. В 2001 году был награждён премией литературной академии за перевод на язык ория сборника рассказов бенгальского писателя Бонкимчондро Чоттопаддхая.